# Chemins de fer du Kivu

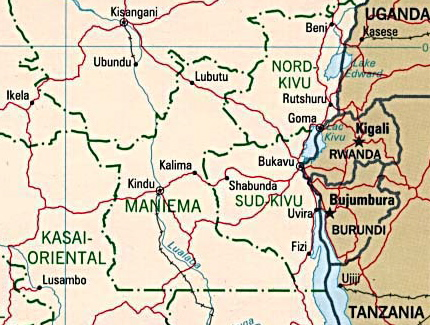

La Compagnie des  Chemins de fer du Kivu (Cefaki) a  exploité un réseau ferroviaire au Congo belge, devenu République démocratique du Congo, dans la province du Sud-Kivu entre 1931 et 1958. La compagnie belge de chemins de fer et d'entreprise assure la construction. 

## Histoire
La construction d'un chemin de fer fut décidée lors de la fondation du Comité national du Kivu en 1928. La ligne a pour origine le nord du lac Tanganyka à Uvira, pour atteindre le sud du lac Kivu, à Bukavu (Costermansville) Elle avait pour objectif de s'intégrer au Chemin de fer Le Cap-Le Caire. 
La  Compagnie des  Chemins de fer du Kivu (Cefaki), est constituée le 20 juin 1929. Elle reçoit la concession d'une ligne par une convention du 1" mars 1930 approuvée par décret du 23 avril 1930. Mais le tronçon Kamaniola-Bukavu ne sera jamais construit.
Le 24 juillet 1946, la compagnie Cefaki est intégrée à l'Office d'exploitation des Transports Coloniaux (OTRACO).
En 1958, la ligne Uvira - Kamaniola ferme au trafic voyageur le 1er juillet et au trafic marchandise le 1er décembre.